# Closer (album Miki Urbaniak)
Closer – debiutancki album Miki Urbaniak wydany w Polsce 27 kwietnia 2009. W lutym 2010 roku płyta otrzymała Fryderyka w kategorii Album Roku – Pop.

## Lista utworów
Na podstawie materiału źródłowego:
1. „Break Away”
2. „Lovin' Needs a Deadline”
3. „In My Dreams”
4. „Easy”
5. „Heartworld”
6. „Glitter”
7. „Hold On”
8. „Take Your Time”
9. „Rely”
10. „Closer”
11. „Push”